# Giacomo Capuzzi
Giacomo Capuzzi (Manerbio, 14 agosto 1929 – Brescia, 26 dicembre 2021) è stato un vescovo cattolico italiano.

## Biografia
Nasce a Manerbio, in provincia e diocesi di Brescia, il 14 agosto 1929.

### Formazione e ministero sacerdotale
All'età di 11 anni entra nel seminario diocesano di Brescia; frequenta poi, dal 1950, la Pontificia Università Gregoriana a Roma.
Il 29 giugno 1952 è ordinato presbitero a Manerbio.
Dopo l'ordinazione e fino al 1954 prosegue gli studi a Roma. Tornato in diocesi, è insegnante nel seminario locale, fino al 1977, e curato festivo nella parrocchia di San Benedetto a Brescia, dal 1955 al 1964. Dal 1966 al 1974 presbitero aggiunto nella parrocchia di San Lorenzo a Brescia. Nel 1975 diviene parroco-abate della chiesa abbaziale dei Santi Pietro e Paolo di Leno, ufficio che mantiene fino alla sua promozione all'ordine dell'episcopato.

### Ministero episcopale
Il 7 marzo 1989 papa Giovanni Paolo II lo nomina vescovo di Lodi; succede a Paolo Magnani, precedentemente nominato vescovo di Treviso. Il 30 aprile successivo riceve l'ordinazione episcopale, nella cattedrale di Brescia, dall'arcivescovo Bruno Foresti, co-consacranti i vescovi Paolo Magnani e Vigilio Mario Olmi. Il 10 giugno prende possesso della diocesi di Lodi.

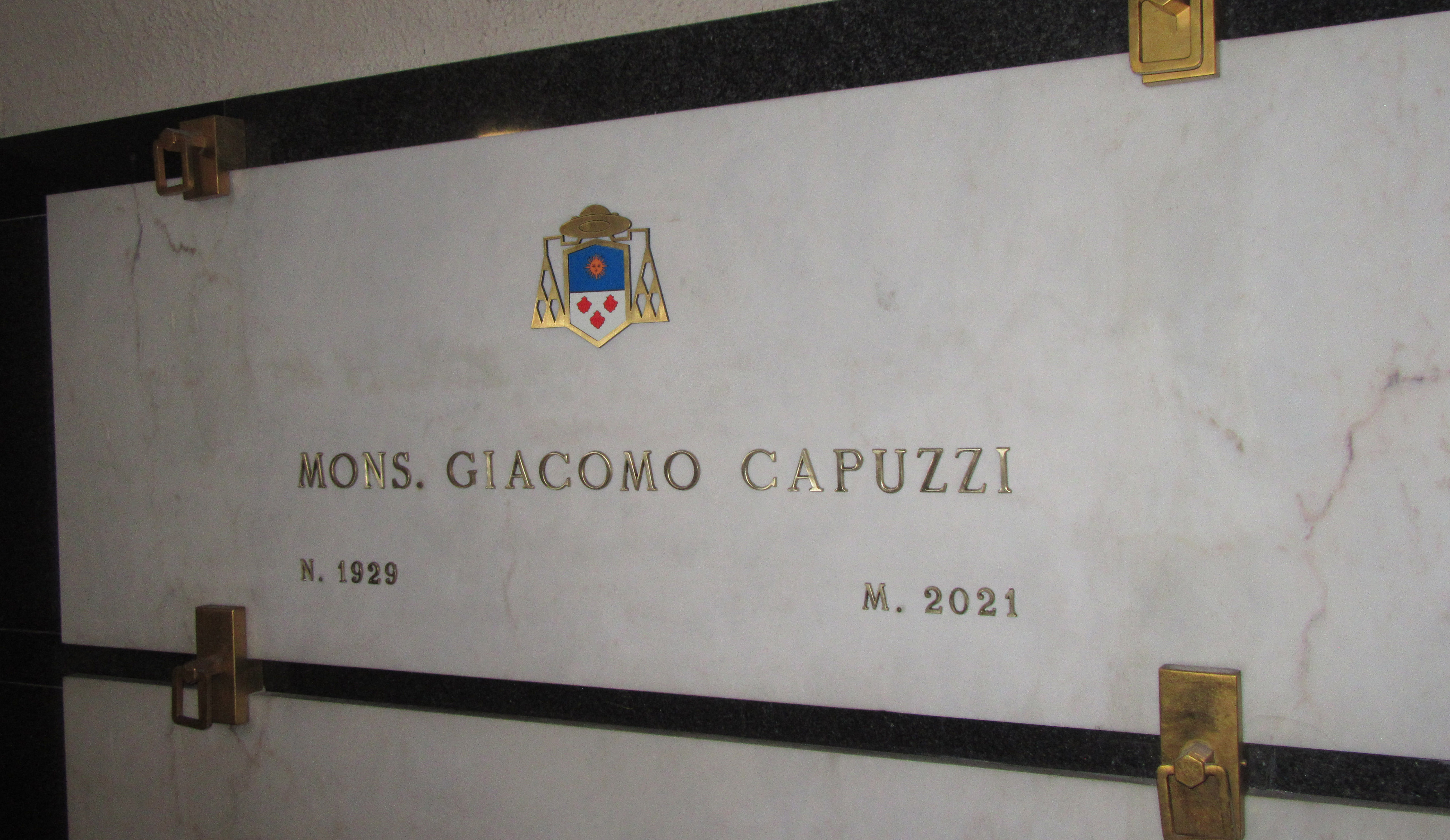
La tomba di mons. Capuzzi, nella cripta della Cattedrale di Lodi

 Nel giugno 1992 accoglie papa Giovanni Paolo II in visita pastorale alla diocesi di Lodi. Durante il suo episcopato indìce la missione diocesana in preparazione alla celebrazione del Giubileo del 2000.
Il 14 novembre 2005 papa Benedetto XVI accoglie la sua rinuncia, presentata per raggiunti limiti di età; gli succede Giuseppe Merisi, fino ad allora vescovo ausiliare di Milano. Rimane amministratore apostolico della diocesi fino all'ingresso del successore, avvenuto il 17 dicembre seguente. Da vescovo emerito si stabilisce a Manerbio.
Trasferitosi successivamente presso la RSA "Mons. Pinzoni" a Mompiano, quartiere di Brescia, lì muore il 26 dicembre 2021 all'età di 92 anni. Dopo le esequie, celebrate il 29 dicembre nella cattedrale di Lodi dall'arcivescovo di Milano Mario Delpini, viene sepolto nella cripta dello stesso edificio.

## Genealogia episcopale e successione apostolica
La genealogia episcopale è:
- Cardinale Scipione Rebiba
- Cardinale Giulio Antonio Santori
- Cardinale Girolamo Bernerio, O.P.
- Vescovo Claudio Rangoni
- Arcivescovo Wawrzyniec Gembicki
- Arcivescovo Jan Wężyk
- Vescovo Piotr Gembicki
- Vescovo Jan Gembicki
- Vescovo Bonawentura Madaliński
- Vescovo Jan Małachowski
- Arcivescovo Stanisław Szembek
- Vescovo Felicjan Konstanty Szaniawski
- Vescovo Andrzej Stanisław Załuski
- Arcivescovo Adam Ignacy Komorowski
- Arcivescovo Władysław Aleksander Łubieński
- Vescovo Andrzej Stanisław Młodziejowski
- Arcivescovo Kasper Kazimierz Cieciszowski
- Vescovo Franciszek Borgiasz Mackiewicz
- Vescovo Michał Piwnicki
- Arcivescovo Ignacy Ludwik Pawłowski
- Arcivescovo Kazimierz Roch Dmochowski
- Arcivescovo Wacław Żyliński
- Vescovo Aleksander Kazimierz Bereśniewicz
- Arcivescovo Szymon Marcin Kozłowski
- Vescovo Mečislovas Leonardas Paliulionis
- Arcivescovo Bolesław Hieronim Kłopotowski
- Arcivescovo Jerzy Józef Elizeusz Szembek
- Vescovo Stanisław Kazimierz Zdzitowiecki
- Cardinale Aleksander Kakowski
- Papa Pio XI
- Cardinale Alfredo Ildefonso Schuster, O.S.B.
- Arcivescovo Giacinto Tredici, O.SS.C.A.
- Vescovo Felice Bonomini
- Arcivescovo Clemente Gaddi
- Arcivescovo Bruno Foresti
- Vescovo Giacomo Capuzzi

La successione apostolica è:
- Vescovo Claudio Baggini (2000)

## Araldica
| Stemma | Blasonatura                                                             |
| ------ | ----------------------------------------------------------------------- |
|        | D'argento, a tre conchiglie di rosso, al capo d'azzurro, al sole d'oro. |